# سيلفيان سيلفيان
سيلفان ميزراحي (بالإنجليزية: Sylvain Sylvain) (14 فبراير 1951 – 13 يناير 2021)، المعروف مهنيًا باسم سيلفان سيلفان، عازف غيتار روك أمريكي، واشتهر بكونه أحد الأعضاء البارزين في فرقة نيويورك دولز.

## وصلات خارجية
- سيلفيان سيلفيان على موقع IMDb (الإنجليزية)
- سيلفيان سيلفيان على موقع الموسوعة البريطانية (الإنجليزية)
- سيلفيان سيلفيان على موقع ميوزك برينز (الإنجليزية)
- سيلفيان سيلفيان على موقع أول ميوزيك (الإنجليزية)
- سيلفيان سيلفيان على موقع ديسكوغز (الإنجليزية)
- سيلفيان سيلفيان على موقع قاعدة بيانات الفيلم (الإنجليزية)